# Bragg-Brentano-Geometrie

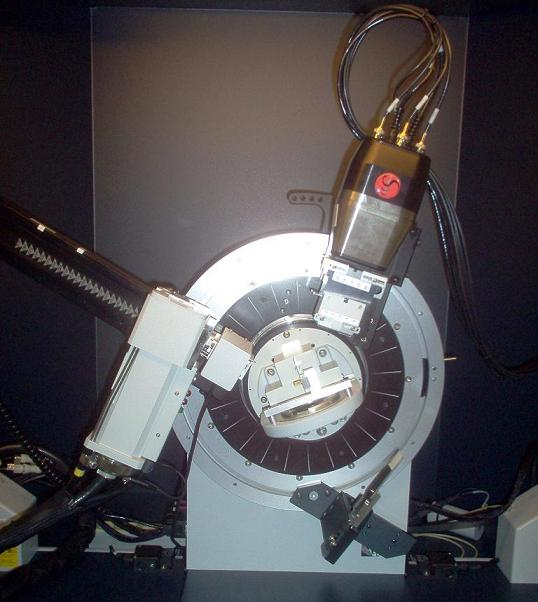
Bragg-Brentano Diffraktometer

Die Bragg-Brentano-Geometrie, auch Bragg-Brentano-Anordnung genannt, ist eine Anordnung zur Messung von Pulverdiffraktogrammen. Sie wurde erstmals 1925 von Brentano vorgeschlagen. Da in dieser Geometrie keine Filmaufnahmen möglich sind, erlangte sie erst mit der Entwicklung von Röntgenstrahldetektoren praktische Bedeutung und ist heute die gebräuchlichste Anordnung in der Pulverkristallographie.
Durch diese Methode erzielt man eine gute Auflösung bei hoher Intensität. Die Analyse dieser Diffraktogramme kann durch die Rietveld-Methode oder durch Vergleich mit einer Datenbank erfolgen.

## Aufbau

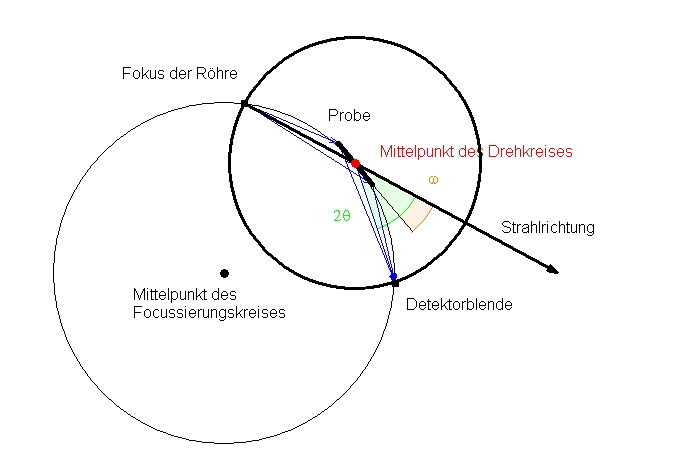
Das Prinzip der Parafokussierung. Der Detektor dreht sich um die Probe, die sich mit halber Geschwindigkeit um sich selbst dreht. Radius und Zentrum des Fokussierkreises ändern sich dadurch kontinuierlich.

In dieser Geometrie kommen ebene, flache Proben zum Einsatz. Die Probe wird im Mittelpunkt eines Drehkreises befestigt. Die Detektorblende wird im gleichen Abstand von der Probe justiert wie der Röhrenfokus. Die Messung erfolgt, indem die Probe sich mit der halben Winkelgeschwindigkeit des Detektors um den gemeinsamen Mittelpunkt dreht (ω = θ). Durch diese spezielle Anordnung befindet sich die Probe immer tangential zum Fokussierungskreis, der durch Röhrenfokus, Probenmittelpunkt und Detektorblende bestimmt ist. Eine nach diesem Prinzip arbeitende Strahlgeometrie nennt man parafokussierend.
Aufgrund des Umfangswinkelsatzes treffen, wie beim Guinier-Verfahren, alle vom Röhrenfokus ausgehenden Strahlen, die an dieser Kreislinie unter demselben Winkel gebeugt werden, wieder in der Detektorblende zusammen.
Um diese Geometrie exakt einzuhalten, müsste die Probe allerdings nicht nur gekrümmt sein, sondern der Krümmungsradius müsste sich während der Messung auch noch kontinuierlich ändern, da sich auch der Radius des Fokussierungskreises während der Messung ändert. In der Praxis verwendet man daher flache Proben. Der dadurch auftretende Fehler kann in der Regel vernachlässigt werden.

## Anwendung
In der Praxis wird diese Strahlgeometrie auf zwei unterschiedliche Arten umgesetzt:
1. Die Röhre bleibt fest, die Probe steht meist aufrecht und dreht sich mit der halben Winkelgeschwindigkeit des Detektors (wie oben beschrieben).
2. Die Probe bleibt fest (in der Regel waagerecht). Die Röhre und der Detektor drehen sich mit demselben Winkel in entgegengesetzte Richtungen. Diese Geometrie wird auch (θ-θ)-Geometrie genannt. Sie eignet sich insbesondere zum Messen flüssiger Proben.